# جف کرونن‌وث
جف کرونن‌وث (انگلیسی: Jeff Cronenweth؛ زادهٔ ۱۴ ژانویهٔ ۱۹۶۲) فیلم‌بردار اهل ایالات متحده آمریکا است. وی عضو آکادمی علوم و هنرهای سینما است.

## گزیدهٔ آثار
- دختر گمشده (۲۰۱۴)
- هیچکاک (۲۰۱۲)
- دختری با خالکوبی اژدها (۲۰۱۱)
- شبکه اجتماعی (۲۰۱۰)
- مرگ بر عشق (۲۰۰۳)
- کی-۱۹: ویدومیکر (۲۰۰۲)
- عکس یک‌ساعته (۲۰۰۲)
- باشگاه مبارزه (۱۹۹۹)